# Грязнов, Борис Семёнович
Бори́с Семёнович Грязно́в (27 декабря 1929 — 28 июня 1978) — советский  философ, историк и методолог науки.

## Биография
Окончил философский факультет Московского университета (1954) и аспирантуру того же факультета (1963), после чего защитил кандидатскую диссертацию («Проблема существования в математике», 1963).
- В 1954—1963 годах преподавал философию в Читинском государственном педагогическом институте.
- В 1963—67 гг. заведовал кафедрой марксистско-ленинской философии Обнинского филиала Московского инженерно-физического института.
- в 1976-78 гг. работал доцентом на той же кафедре.
- в 1967-76 гг. работал старшим научным сотрудником и заведовал сектором Института истории естествознания и техники АН СССР. Преподавал в МГУ.

В 1976 г. с семьёй вернулся в Обнинск.

## Научное творчество
Тематика работ Б. С. Грязнова покрывает проблему существования в математике (и проблему существования абстрактных объектов теоретического знания вообще), критику неокантианства, неопозитивизма и постпозитивизма, разработку проблем рационализма.
В истории науки Грязнов известен как автор оригинальной концепции происхождения физического детерминизма — картины мира (возникновение которой связывают с именем Лапласа), оказавшей глубокое влияние на развитие науки в XVII—XX вв.
В методологии науки он предложил оригинальную концепцию соотнесенности проблем и задач: по Грязнову, наука как деятельность строится на решении задач, а постановка проблемы возможна только в последующей реконструкции, после её решения.
Также занимался вопросами вненаучного контекста научной деятельности и соотношения научного, морального и художественного знания.
Наиболее значительные труды собраны в книге «Логика, рациональность, творчество», выдержавшей два издания.

## Семья
- Жена — Камилла Васильевна Малиновская, философ.
- Дочь — Юлия Борисовна Грязнова, философ.
- Сын — Илья Борисович Грязнов.

## Цитаты
Виктор Канке, 2009:
Грязнова интересовала в первую очередь природа научной теории. Многие философы и учёные утверждали, что она определяется статусом абстракций и идеализаций. Абстракции получаются за счет отбрасывания несущественного. Идеализации же упрощают и заодно приукрашивают изучаемые объекты. Тело не является точкой, но в науке его часто представляют именно таковым. Указанным учёным не удавалось объяснить необходимость обращения к тому, что вроде бы не представляет изучаемые явления в адекватном виде. Теория же Грязнова состояла в том, что абстракции и идеализации представляют явления не в урезанном виде, а предельно адекватно. На мой взгляд, при желании выразить теорию Грязнова одним предложением, нужно сказать: «Точки существуют реально».
Валерий Коваленко, 2011:
...У меня оказался очень талантливый преподаватель Борис Семёнович Грязнов. Он-то как раз мне и открыл, что философия — это то, ради чего стоит жить. И он же мне впервые сказал с полушутливой интонацией: «Да вы – прирожденный философ». <...>
Считаю Бориса Грязнова не только талантливым философом, но и гениальным педагогом. Впоследствии выяснилось, что кроме меня, ещё семь человек, проживавших в разных городах бывшего СССР, благодаря ему, настолько уверовали в своё философское призвание, что, как и я, поменяли профессию и стали впоследствии докторами философских наук. Ну а сам Борис, умерший в 1978 году в возрасте 48-ми лет, так и не успел защитить свою докторскую диссертацию…

## Чтения памяти Б. С. Грязнова
В 1979—91-х гг. в г. Обнинске проводились ежегодные Методологические чтения памяти Б. С. Грязнова. Доклады на них представляли многие известные отечественные философы, методологи и учёные, включая В. С. Библера, Г. И. Богина, Е. К. Войшвилло, О. Г. Генисаретского, Н. И. Кузнецову, А. П. Огурцова, М. А. Розова, В. С. Стёпина, А. Л. Тоома, Ю. А. Шрейдера, Г. П. Щедровицкого и др.

## Основные работы
Монографии
- Моделирование как метод научного исследования. (Гносеологический анализ). (В соавт. с Б. А. Глинским, Б. С. Дыниным, Е. П. Никитиным). — М., 1965
- Теория и её объект. (В соавт. с Б. С. Дыниным и Е. П. Никитиным). — М., 1973
- Позитивизм и наука. Критический очерк. (В соавторстве). — М., 1974
- Логика, рациональность, творчество. — М., 1982
- Грязнов Б. С. Логика, рациональность, творчество. — 2-е изд. — М.: Editorial URSS, 2002. — 256 с.

Избранные статьи
- О гносеологической природе абстрактных объектов математики // Философские науки — 1963. — № 5
- О номиналистическом истолковании проблемы существования и абстракций в современной математике // Методологические проблемы современной науки. — М., 1964
- О лейбницевском понимании равенства и синонимии // Вопросы философии. — 1965. — № 6
- On the logical analysis of the concept «object of scientific investigation» // Organon.—1968.—№ 5
- Представления математиков Германии XIX века о науке и её развитии // Проблема развития науки в трудах естествоиспытателей XIX века. — М., 1973
- On the historical interpretation of Aristotle‘s «Analytics» // Organon.—1975.—№ 11
- «Философские парадигмы» Т. Куна // Природа. — 1976. — № 10
- О взаимоотношении проблем и теорий // Там же. — № 4
- Logik und Rationalitat // Probleme der Methodologie der Wissenschaft. Konferenzmaterialen. I. Bilaterale Konferenz UdSSR — DDR. Teil II. — Potsdam, 1978